# 捷足龙属
捷足龙属（学名：Citipes，意为“敏捷的足”）是一属已灭绝的近颌龙科恐龙，化石发现于加拿大亚伯达省南部晚白垩世坎帕阶的恐龙公园组，生活在大约7690万至7580万年前。特殊的喙表明捷足龙和其它近颌龙科都是植食性动物。模式种文雅捷足龙（C. elegans）以前曾被归入纖手龍屬、单足龙属、细喙龙属和似鸟龙属。

## 历史

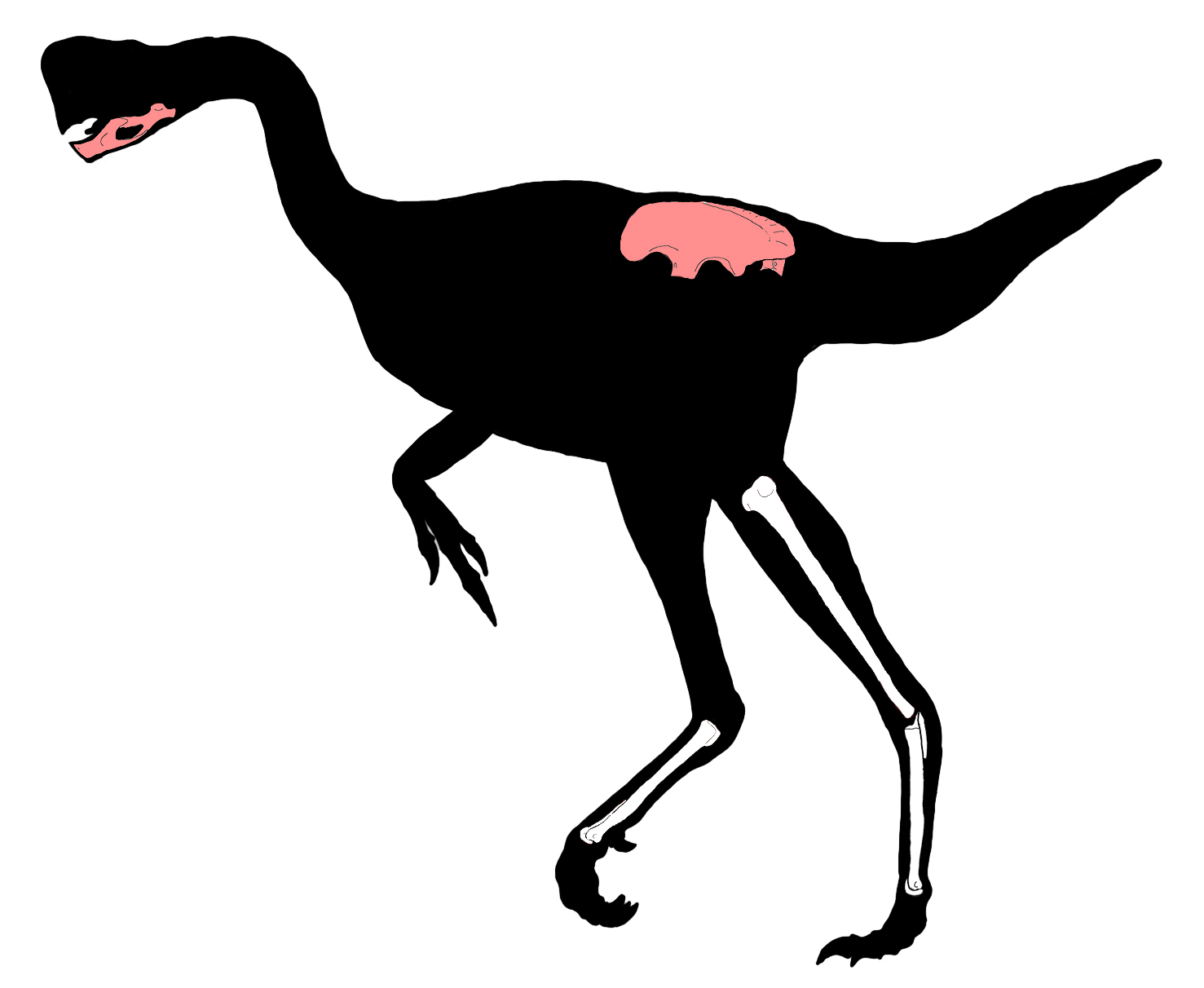
捷足龍已被發現的化石部位

正模标本最初被认为属于似鸟龙科；威廉·亚瑟·帕克斯在1933年将其归类于似鸟类的一个种：文雅似鸟龙。当它的偷蛋龙类身份被揭示时，它被归类于纤手龙或单足龙。在2013年，朗里奇等人将它归类于新属细喙龙的第二个物种。最后，在2020年，格雷戈里·富斯顿为它建立了自己的属，捷足龙；这个名字源于拉丁语，意思是“敏捷的足”。

## 分类学
富斯顿(2020年)进行的系统发育分析将捷足龙列为稀有单足龙的旁系群，并将该属与单足龙亚科一起归入近颌龙科。